# Polder Zuidbroek
Polder Zuidbroek is een polder ten oosten van de plaats Berkenwoude in de Krimpenerwaard, in de Nederlandse provincie Zuid-Holland. In het westen grenst de polder aan de polder Berkenwoude.
De polders Schuwagt, Den Hoek en Zuidbroek loosden oorspronkelijk hun water aanvankelijk op de Lek. In de 14e eeuw werd een watergang naar de Hollandse IJssel aangelegd. Dit kanaal liep van de zuidwesthoek van de polder Zuidbroek, via het veenriviertje de Loet, naar de noordwesthoek van de polder Schuwagt en vervolgens langs de grens Krimpen aan den IJssel – Ouderkerk aan den IJssel naar een wiel tegen de IJsseldijk. Deze afwatering voldeed echter niet vanwege de lange weg die het polderwater had af te leggen, en rond 1370 werd een nieuwe uitwatering gegraven, nu weer naar de Lek. In de 15e eeuw werd windbemaling gebruikt om weer op de IJssel te lozen. De lange watergang vanaf de Loet naar de IJssel werd ingericht als boezem. Aan het eind van de 15e eeuw sloegen de polders Den Hoek, Schuwagt en Zuidbroek uit op de Loet met in totaal 5 molens. Vanaf 1868 vindt de bemaling van de polders plaats met het stoomgemaal Reinier Blok, aan de IJsseldijk. Sinds de ingebruikname van het nieuwe gemaal Johan Veurink, is Reinier Blok niet meer in gebruik.
De Zuidbroeksemolen werd in 1922 geplaatst om de polder Zuidbroek te bemalen. Tot dan werd de polder Zuidbroek bemalen door een wipmolen, waarvan de fundering nog gedeeltelijk zichtbaar is. De Zuidbroeksemolen is nog in gebruik, maar in windstille periodes wordt de bemaling automatisch overgenomen door een elektromotor.